# Бирюлёво (бывшая деревня, Москва)
Бирюлёво — бывшая деревня, известная с XVI века и располагавшаяся к югу от Москвы. В 1960 году была включена в состав Москвы при её расширении, и к настоящему времени территория бывшей деревни поделена между районами Чертаново Центральное и Чертаново Южное. Топоним сохранился, в частности, в названиях районов Бирюлёво Восточное и Бирюлёво Западное, расположенных на месте бывшего посёлка Бирюлёво.

## Деревня и посёлок
В некоторых источниках деревню Бирюлёво (первое упоминание в XVII веке) путают с посёлком Бирюлёво, возникшим в 1900 году в 4 км от деревни, утверждая, что с неё в 1971 году началась массовая застройка современных районов Бирюлёво Восточное и Бирюлёво Западное. Это не может соответствовать действительности, так как деревня находилась на территории современных районов Чертаново Центральное и Чертаново Южное.

## Происхождение названия
Известна с XVII века под названием деревня Бирилёво, которой владел род служилых людей Бирилёвых. По мнению географа Е. М. Поспелова, название связано с некалендарным личным именем Бирюля. Имена Бирюля и Бириль и разные варианты производных от них фамилии известны в документах XV—XVII веков (Еска Бирюлёв, крестьянин, около 1450; Васко Бириль, крестьянин Вышгородского погоста, 1539; пан Самуэль Немирович Бируля, землевладелец, 1637; Филимон Бирюлин, вяземский посадский, 1680).

## История

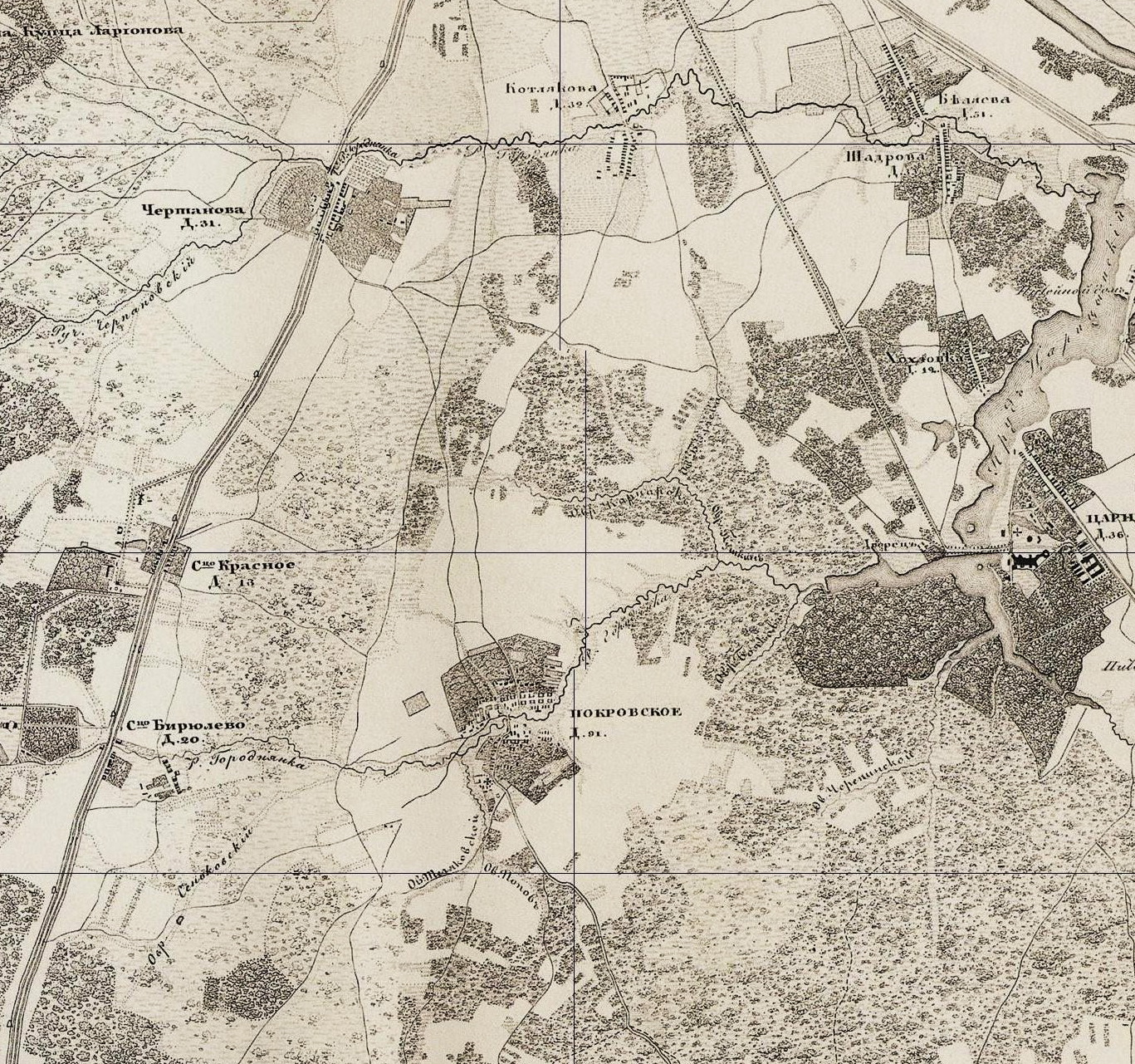
Сельцо Бирюлёво на карте 1848 года

Деревня Бирюлёво располагалась на месте современного Кировоградского проезда, на берегах реки Городня, на которой были сооружены пруды.
Первыми документально известными владельцами деревни являлись Плещеевы. Прямые потомки боярина Фёдора Бяконта и его сына Фёдора Фёдоровича Плещея. Один из сыновей Фёдора Бяконта — митрополит Алексий (1293—1378), другой — Александр, который был соратником Дмитрия Донского и отличился в Куликовской битве. По писцовой книге 1627 года, деревня Бирилёво, находилась в поместье за Иваном Васильевичем Плещеевым, которому досталась после отца и дяди. В то время она состояла из двора помещика и одного двора бобылей. В 1646 году при следующем владельце — Алексее Андреевиче Плещееве здесь зафиксировано семь крестьянских дворов и 13 человек.
Деревня упоминается в межевых документах XVIII века как Бирюлёво. В 1709 году сельцом владели двоюродные братья, стольники Алексей Львович и Иван Никифорович Плещеевы. У каждого из них в собственности было по двору вотчинника. Здесь же находился крестьянский двор с 5 душами, принадлежавший Алексею Львовичу, и два крестьянских двора с 6 душами, принадлежавших Ивану Никифоровичу.

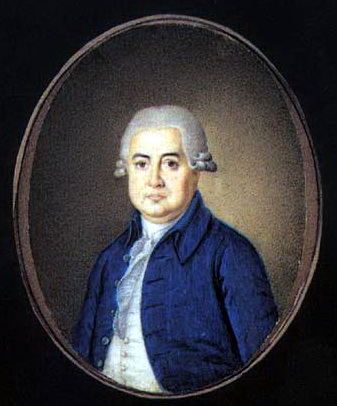
В середине XVIII века Бирюлёвым владел секунд-майор П. А. Татищев

По данным Генерального межевания, в середине XVIII века деревня Бирюлёво, с 74 душами мужского пола, располагавшееся на правом берегу речки, принадлежало лейб-гвардии Секунд-майору Петру Алексеевичу Татищеву и поручику Александру Алексеевичу Плещееву, а впоследствии П. А. Татищев стал полным владельцем Бирюлёвского имения. Он был женат на Настасье Парамоновне Плещеевой и, по всей видимости, Бирюлёво было приданым его супруги, умершей в 1769 году.
В 1812 году Бирюлёво находилось в собственности княгини Натальи Петровны Долгоруковой. Недалеко от деревни на Серпуховской дороге находилась первая почтовая станция, отстоявшая от Москвы в 17 верстах.
В 1815 году владельцем деревни стал князь Николай Петрович Оболенский, который купил её у Долгоруковой. После чего Бирюлёвым владели князья Оболенские. Тогда в нём проживало 36 мужчин и 37 женщин. В 1853 году часть своих владений княгиня Аграфена Степановна Оболенская продала мещанке Романовой. По данным 1884 года, в деревне Бирюлёво Зюзинской волости имелись одна летняя дача владельца и 18 дворов, в которых проживало 108 человек. На почтовой станции было два трактира и 5 дворов с 30 жителями.
В 1899 году в деревне было 25 хозяйств и 149 человек. В их владении находилось 125 гектаров земли. Различными промыслами было занято 22 человека из 10 хозяйств. Последними владельцами усадьбы в Бирюлёво были инженер-капитан Иван Александрович Ромейко с 1890 года, ставший впоследствии купцом 2-й гильдии и торговавший хрусталем и фарфором, а также действительный статский советник Донат Адамович Печонтковский с 1899 года и Печатников с 1911 года. Селение характеризовалось как садоводческое, с практически одинаковым количеством посадок картофеля и посевов зерновых культур, сохраняющее трехполье, имеющее хорошие покосы, а также содержащее в своей земле большие запасы глины, использовавшиеся для кирпичного производства.
В 1927 году население деревни составляло 241 человек на 43 хозяйства, у которых в землепользовании было 195 га. Лошади были в 37 хозяйствах, коровы — в 27. В 1940-е годы в деревне по документам отмечался колхоз «Новая жизнь».
Деревня также дала своё имя расположившемуся на её окраине военному городку «Бирюлёво», позднее именовавшемуся 57/1, до сих пор находится в конце улиц Чертановской и Янгеля.

### В составе Москвы
В 1960 году деревня вошла в состав Москвы при её расширении. Близлежащая территория была отнесена к Москворецкому району Москвы. После 1969 года территория отошла к Советскому району.
После административной реформы 1991 года территория, где ранее располагалась деревня, была поделена между районами Чертаново Центральное и Чертаново Южное города Москвы.
Топоним сохранился в нескольких названиях. Напрямую от деревни получили названия железнодорожная станция Бирюлёво-Товарная и остановочный пункт Бирюлёво-Пассажирская Павелецкой железной дороги. От посёлка Бирюлёво (названного по названию железнодорожной станции) получили названия Бирюлёвская улица (с 1973), районы Москвы Бирюлёво Западное и Бирюлёво Восточное.